# إجناثيو أجوستي
إجناثيو أجوستي بيبوبتش (ليسا دي بايي، برشلونة؛ 3 سبتمبر 1913 - برشلونة؛ 26 فبراير 1974) كان كاتبًا ومحررًا وصحفيًا إسبانيًا.

## السيرة الذاتية
كان قصير القامة ومن أسرة برجوازية، حصل على شهادة الليسانس في الحقوق في برشلونة. عمل كصحفي في جريدة لا بيو دي كاتالونيا وفي لِستانت. وخلال تلك الفترة كان منتمياً إلى حزب الرابطة الإقليمية.
عند اندلاع الحرب الأهلية، هرب من برشلونة وبعد إقامة قصيرة في ألمانيا، دخل إلى المنطقة الوطنية عبر لشبونة.